# دييغو بيريز
دييغو فرناندو بيريز أغوادو (بالإسبانية: Diego Fernando Pérez Aguado) (مواليد 18 مايو 1980 في مونتيفيديو - أوروغواي) لاعب كرة قدم أوروغواياني يلعب حاليا لصالح نادي الدرجة الأولى موناكو الفرنسي منذ 2004 في مركز الوسط المدافع .

## مسيرته الكروية
لعب دييغو بيريز خلال مسيرته الاحترافية مع 4 أندية في سبعة عشر موسمًا وسجل خلالها 16 هدفًا ضمن 399 مباراة. ولم يفز بأي موسم بالكأس أو بالدوري.
خاض دييغو بيريز مسيرته مع نادي ديفينسور سبورتينغ في موسم 1999 ليلعب معه خمسة مواسم، مشاركًا في 132 مباراة سجل خلالها 12 هدفًا. ثم انتقل إلى نادي بنيارول ما بين عامي 2004 و2005 لمدة موسم واحد، حيث شارك في 13 مباراة سجل خلالها هدفين. لينتقل بعدها إلى نادي موناكو في موسم 2004–05 ليلعب معه ستة مواسم، مشاركًا في 146 مباراة سجل خلالها هدفين أيضًا. ثم انتقل إلى نادي بولونيا في موسم 2010–11 ليلعب معه خمسة مواسم، مشاركًا في 108 مباراة ولم يسجل أي هدف.

## روابط خارجية
- دييغو بيريز على موقع الاتحاد الدولي (مؤرشف)  (الإنجليزية)
- دييغو بيريز على موقع قاعدة بيانات كرة القدم.إي يو (الإنجليزية)
- دييغو بيريز على موقع ليكيب (الفرنسية)
- دييغو بيريز على موقع ناشيونال فوتبول تيمز (الإنجليزية)
- دييغو بيريز على موقع Soccerway.com (الإنجليزية)
- دييغو بيريز على موقع عالم كرة القدم.نت (الإنجليزية)
- دييغو بيريز على موقع AS.com (الإسبانية)